# Кедрово (Польща)
Кедрово (пол. Kiedrowo, нім. Wannfeld) — село в Польщі, у гміні Вонґровець Вонґровецького повіту Великопольського воєводства.
Населення — 79 осіб (2011).
У 1975-1998 роках село належало до Пільського воєводства.

## Демографія
Демографічна структура станом на 31 березня 2011 року:
|          | Загалом | Допрацездатний вік | Працездатний вік | Постпрацездатний вік |
| -------- | ------- | ------------------ | ---------------- | -------------------- |
| Чоловіки | 40      | 7                  | 29               | 4                    |
| Жінки    | 39      | 7                  | 24               | 8                    |
| Разом    | 79      | 14                 | 53               | 12                   |